# Litania do św. Antoniego z Padwy
Litania do św. Antoniego z Padwy – litania odmawiana w Kościele katolickim przez czcicieli św. Antoniego z Padwy.
Litania odmawiana jest przede wszystkim w kościołach i kaplicach związanych z zakonem franciszkańskim oraz w kościołach parafialnych, w których obecny jest szczególny kult świętego, np. w grupach tercjarskich. Litanię odmawia się zwyczajowo we wtorki, gdyż jest to dzień, w którym czczony jest Doctor Evangelicus. Istnieją dwie wersje litanii: krótsza bez wezwań „misteriów Pańskich” i dłuższa z wezwaniami. Litania jest również śpiewana na różne melodie, w zależności od lokalnych tradycji. Jednym z autorów melodii do Litanii do św. Antoniego z Padwy jest kompozytor franciszkański o. Ansgary Malina OFM.